# Verticia quatei
Verticia quatei är en tvåvingeart som beskrevs av Hiromu Kurahashi och Chowanadisai 2001. Verticia quatei ingår i släktet Verticia och familjen spyflugor.
Artens utbredningsområde är Laos. Inga underarter finns listade i Catalogue of Life.